# Kabinet-Moro II
Het kabinet–Moro II was de Italiaanse regering van 22 juli 1964 tot 24 februari 1966. Het kabinet werd gevormd door de politieke partijen Democrazia Cristiana (DC), de Italiaanse Socialistische Partij (PSI), de Sociaaldemocratische Partij van Italië (PSDI) en de Republikeinse Partij van Italië (PRI). Het kabinet was voortzetting van het vorige kabinet, met wederom Aldo Moro (DC) als premier.

## Kabinet–Moro II (1964–1966)
| Ambtsbekleder | Ambtsbekleder             | Ambtsbekleder                         | Functie                                  | Ambtstermijn     | Ambtstermijn     | Partij |
| ------------- | ------------------------- | ------------------------------------- | ---------------------------------------- | ---------------- | ---------------- | ------ |
|               | Aldo Moro                 | Aldo Moro (1916–1978)                 | Premier                                  | 5 december 1963  | 24 juni 1968     | DC     |
|               | Pietro Nenni              | Pietro Nenni (1891–1980)              | Vicepremier                              | 5 december 1963  | 24 juni 1968     | PSI    |
|               | Angelo Salizzoni          | Angelo Salizzoni (1907–1992)          | Secretaris- generaal                     | 5 december 1963  | 24 juni 1968     | DC     |
|               | Paolo Emilio Taviani      | Paolo Emilio Taviani (1912–2001)      | Minister van Binnenlandse Zaken          | 5 december 1963  | 24 juni 1968     | DC     |
|               | Giuseppe Saragat          | Giuseppe Saragat (1898–1988)          | Minister van Buitenlandse Zaken          | 5 december 1963  | 28 december 1964 | PSDI   |
|               | Aldo Moro                 | Aldo Moro (1916–1978)                 | Minister van Buitenlandse Zaken          | 28 december 1964 | 5 maart 1965     | DC     |
|               | Amintore Fanfani          | Amintore Fanfani (1908–1999)          | Minister van Buitenlandse Zaken          | 5 maart 1965     | 30 december 1965 | DC     |
|               | Aldo Moro                 | Aldo Moro (1916–1978)                 | Minister van Buitenlandse Zaken          | 30 december 1965 | 24 februari 1966 | DC     |
|               | Roberto Tremelloni        | Roberto Tremelloni (1900–1987)        | Minister van Financiën                   | 5 december 1963  | 24 februari 1966 | PSDI   |
|               | Emilio Colombo            | Emilio Colombo (1920–2013)            | Minister van de Schatkist                | 20 juni 1963     | 5 augustus 1970  | DC     |
|               | Giovanni Pieraccini       | Giovanni Pieraccini (1918–2017)       | Minister van het Budget                  | 22 juli 1964     | 24 juni 1968     | PSI    |
|               | Oronzo Reale              | Oronzo Reale (1902–1988)              | Minister van Justitie                    | 5 december 1963  | 24 juni 1968     | PRI    |
|               | Giuseppe Medici           | Giuseppe Medici (1907–2000)           | Minister van Economische Zaken           | 5 december 1963  | 5 maart 1965     | DC     |
|               | Edgardo Lami Starnuti     | Edgardo Lami Starnuti (1887–1987)     | Minister van Economische Zaken           | 5 maart 1965     | 24 februari 1966 | PSDI   |
|               | Giulio Andreotti          | Giulio Andreotti (1919–2013)          | Minister van Defensie                    | 15 februari 1959 | 24 februari 1966 | DC     |
|               | Luigi Mariotti            | Luigi Mariotti (1912–2004)            | Minister van Volksgezondheid             | 22 juli 1964     | 24 juni 1968     | PSI    |
|               | Umberto Delle Fave        | Umberto Delle Fave (1912–1986)        | Minister van Arbeid en Sociale Zaken     | 22 juli 1964     | 24 februari 1966 | DC     |
|               | Luigi Gui                 | Luigi Gui (1914–2010)                 | Minister van Onderwijs                   | 20 februari 1962 | 24 juni 1968     | DC     |
|               | Angelo Raffaele Jervolino | Angelo Raffaele Jervolino (1890–1985) | Minister van Transport                   | 5 december 1963  | 24 februari 1966 | DC     |
|               | Giacomo Mancini           | Giacomo Mancini (1916–2002)           | Minister van Infrastructuur              | 22 juli 1964     | 24 juni 1968     | PSI    |
|               | Mario Ferrari Aggradi     | Mario Ferrari Aggradi (1916–1997)     | Minister van Landbouw                    | 5 december 1963  | 24 februari 1966 | DC     |
|               | Carlo Russo               | Carlo Russo (1920–2007)               | Minister van Communicatie                | 30 november 1962 | 24 februari 1966 | DC     |
|               | Achille Corona            | Achille Corona (1914–1979)            | Minister van Toerisme                    | 5 december 1963  | 24 juni 1968     | PSI    |
|               | Giovanni Battista Scaglia | Giovanni Battista Scaglia (1910–2006) | Minister voor Parlementaire Betrekkingen | 22 juli 1964     | 24 juni 1968     | DC     |
|               | Luigi Preti               | Luigi Preti (1914–2009)               | Minister voor Publieke Diensten          | 5 december 1963  | 24 februari 1966 | PSDI   |
|               | Bernardo Mattarella       | Bernardo Mattarella (1905–1971)       | Minister voor Buitenlandse Handel        | 5 december 1963  | 24 februari 1966 | DC     |
|               | Giovanni Spagnolli        | Giovanni Spagnolli (1907–1984)        | Minister voor de Koopvaardij             | 5 december 1963  | 24 februari 1966 | DC     |
|               | Giorgio Bo                | Giorgio Bo (1905–1980)                | Minister voor Staats- deelnemingen       | 26 juli 1960     | 12 december 1968 | DC     |
|               | Giulio Pastore            | Giulio Pastore (1902–1996)            | Minister voor Zuid-Italië                | 1 juli 1958      | 24 juni 1968     | DC     |
|               | Carlo Arnaudi             | Carlo Arnaudi (1899–1970)             | Minister voor Wetenschaps- beleid        | 5 december 1963  | 24 februari 1966 | PSI    |
|               | Attilio Piccioni          | Attilio Piccioni (1892–1976)          | Minister zonder portefeuille             | 5 december 1963  | 12 december 1968 | DC     |

De Gasperi II · De Gasperi III · De Gasperi IV · De Gasperi V · De Gasperi VI · De Gasperi VII · De Gasperi VIII · Pella · Fanfani I · Scelba · Segni I · Zoli · Fanfani II · Segni II · Tambroni · Fanfani III · Fanfani IV · Leone I · Moro I · Moro II · Moro III · Leone II · Rumor I · Rumor II · Rumor III · Colombo · Andreotti I · Andreotti II · Rumor IV · Rumor V · Moro IV · Moro V · Andreotti III · Andreotti IV · Andreotti V · Cossiga I · Cossiga II · Forlani · Spadolini I · Spadolini II · Fanfani V · Craxi I · Craxi II · Fanfani VI · Goria · De Mita · Andreotti VI · Andreotti VII · Amato I · Ciampi · Berlusconi I · Dini · Prodi I · D'Alema I · D'Alema II · Amato II · Berlusconi II · Berlusconi III · Prodi II · Berlusconi IV · Monti · Letta · Renzi · Gentiloni · Conte I · Conte II · Draghi · Meloni